# La Salle-en-Beaumont
La Salle-en-Beaumont is een gemeente in het Franse departement Isère (regio Auvergne-Rhône-Alpes) en telt 279 inwoners (2005). De plaats maakt deel uit van het arrondissement Grenoble.

## Geografie
De oppervlakte van La Salle-en-Beaumont bedraagt 9,3 km², de bevolkingsdichtheid is 30,0 inwoners per km².
De onderstaande kaart toont de ligging van La Salle-en-Beaumont met de belangrijkste infrastructuur en aangrenzende gemeenten.

## Demografie
Onderstaande figuur toont het verloop van het inwonertal (bron: INSEE-tellingen).